# Justus van Effen
Justus van Effen, född 21 februari 1684 i Utrecht, död 18 september 1735 i 's-Hertogenbosch, var en nederländsk författare.
Van Effen var tjänsteman vid örlogsmagasinen i 's-Hertogenbosch, och utgav efter engelskt mönster de första holländska veckotidskrifterna, först på franska, bland annat Le misantrophe (1711-1712), sedan på holländska De hollandsche spectator (1731-1735). En del av van Effens artiklar i Le misantrope bearbetades av Olof von Dalin och användes i Then Swänska Argus. Han utgav även en skildring av en resa till Sverige, Voyage en Suède.